# Arnaldo Marengo
Arnaldo Marengo (fl. XX secolo) è stato un calciatore italiano, di ruolo attaccante.
È noto anche come Marengo II, per distinguerlo dal fratello Silvio, giocatore della squadra riserve ed arbitro di calcio.

## Carriera
Visse la sua intera carriera calcistica tra le file del Genoa, dal 1907 al 1908.
Nel suo unico incontro ufficiale disputato, segnò una rete. La stagione seguente rimase nelle file del Grifone ma, a causa del ritiro della società dal campionato giocò solo incontri amichevoli, disputando il 4 ottobre 1908, tra le varie partite, in Coppa Goetzlof la prima partita tra i liguri e l'Inter, terminata dieci a due per i rossoblu.